# Martin M-130
Martin M-130 je bil potniški leteči čoln, ki ga je zasnoval ameriški Glenn L. Martin Company v srednjih 1930ih. Zgradili so tri primerke China Clipper, Philippine Clipper, Hawaii Clipper. Zgradili so tudi precej podobnega M-156 imenovanega Russian Clipper za Sovjetsko zvezo. Slednji je imel večje krilo in dvojni vertikalni stabilizator. 

## Specifikacije (Martin M-130)
Splošne karakteristike
- Posadka: 6-9
- Število sedežev: 36 v dnevni konfiguraciji, 18 v nočni
- Dolžina: 90 ft 10 ½ in (27,7 m)
- Razpon kril: 130 ft (39,7 m)
- Višina: 24 ft 7 in (7,5 m)
- Maks. vzletna teža: 52252 lb (23701 kg)
- Pogon letala: 4 ×  14-valjni zvezdasti motor Pratt & Whitney R-1830-S2A5G Twin Wasp, 830 KM (708 kW) kasneje 950 KM vsak

 Zmogljivost 
- Maks. hitrost: 180 mph (290 km/h)
- Potovalna hitrost: 130 mph (209 km/h)
- Doseg: 3200 milj (5150 km)
- Višina leta: 10000 ft (3048 m)